# Ismaïl Samsom
Ismaïl Samsom, né le 8 novembre 1934 à Alger, où il meurt le 5 juillet 1988 , est un peintre et graveur algérien.

## Biographie
Né à Belcourt, Alger  au sein dune famille aisée, son père étant musicien, Ismaïl Samsom fait ses études secondaires à l'école Sarrouy puis au lycée Émir Abdlelkader (ex‑Bugeaud). Il est ensuite instituteur pendant une année. En 1953, il entreprend un voyage en Tunisie, en Europe, aux Antilles et en Amérique latine. Une balle tirée dans le dos en 1957 provoque la paralysie de ses membres inférieurs. 
Ismaïl Samsom rentre en Algérie au début de l'année 1960 et peint des œuvres aux couleurs sombres et violentes. Sa première exposition personnelle est présentée en 1968 à la galerie de l'UNAP et il obtiendra en 1969 le Grand prix de la ville d'Alger. 
Membre fondateur en 1964 de l'Union Nationale des Arts Plastiques et de l'Association Algérienne des Arts appliqués, il est lauréat de plusieurs concours nationaux et titulaire de la médaille d'honneur pour les arts plastiques. Figuratif convaincu, il exprimait les scènes de la vie populaire. Il s'installe en Suisse en 1981.
Ismaïl Samsom meurt dans la nuit du 4 au 5 juillet 1988 à Alger.
Plusieurs timbres émis par les Postes algériennes ont été créés par Samsom, « Année internationale de la lutte contre le racisme et la discrimination raciale » (1971, 0,60 DA), Constantine (1972, 3 DA), deux autres reproduisent en 1996 des peintures, Femme au pigeon (20 DA) et Interrogation, également titrée Jeune fille au chien (30 DA). Son nom a été donné en 1991 à la galerie du théâtre de verdure d'Alger et en 2005 à un prix de peinture. 
Une exposition rétrospective de son œuvre a été présentée au Musée des beaux-arts d'Alger en février 2002.

## Musée
- Musée national des beaux-arts d'Alger : Jeune fille au Chien, également titrée Interrogation (100 × 70 cm)